# Найджел Спайві
Найджел Джонатан Спайві (англ. Nigel Jonathan Spivey) — британський класицист та науковець, що спеціалізується на класичному мистецтві та археології. Він є старшим викладачем класики в Кембриджському університеті та членом Еммануель-коледжу. Він навчався в Кембриджі, Британській школі в Римі та Пізанському університеті.
Будучи студентом, він тричі перемагав у метанні молота на легкоатлетичних змаганнях Оксфорд-Кембридж; він залишається членом Ахіллесового клубу, спортивної організації Оксбридж. Протягом 1990-х років він проводив інтерв'ю «Обід з FT» для газети Financial Times, паралельно з академічною кар'єрою.

## Телебачення
Він ведув різні телевізійні серіали:
- Для BBC: Як мистецтво створило світ, 2005
- Для ITV: Копаючи для Ісуса, 2005
- Для Channel 5: Королі та королеви та Герої Другої світової війни.
- Для BBC: «Канк про Землю», 1 сезон, 1 епізод 2, 2022.

## Опубліковані роботи включають
- «Розуміння грецької скульптури» (1996)
- «Етруське мистецтво» (1997)
- «Грецьке мистецтво» (1997)
- «Тривале творіння: мистецтво, біль і стійкість» (2001)
- «Панорама класичного світу» (разом з Майклом Сквайром) (2004)
- «Стародавні Олімпійські ігри: війна мінус стрілянина» (2004)
- «Пісні на бронзі: втілені грецькі міфи» (2005)
- «Грецька скульптура» (2013), «повна реконструкція» «Розуміння грецької скульптури».[2]